# Pneuma (zespół muzyczny)
Pneuma – polska grupa muzyczna wykonująca metal alternatywny. Powstała w 1997 roku w Gdańsku z inicjatywy muzyków związanych z zespołem Senex. W 1998 roku Pneuma nagrała pierwszy album zatytułowany Wiatr wieje tam, gdzie chce. Nagrania były promowane podczas licznych koncertów w Polsce, w tym na festiwalu Song of Songs, gdzie formacja zajęła 1. miejsce na małej scenie. Kolejne albumy formacji to: Berakha (2001), Kokon (2003), Jeden (2007) i Apatia (2011).
W lutym 2012 roku grupa została rozwiązana.

## Dyskografia
- Wiatr wieje tam, gdzie chce (1998, OTD)
- Berakha (2001, A. P. Catholica)[3]
- Kokon (2003, A. P. Catholica)[4]
- Jeden (2007, My Music, Universal Music Polska)[5]
- Apatia (2011, Mystic Production)[6]

## Teledyski
| Rok  | Tytuł                | Reżyseria     |
| ---- | -------------------- | ------------- |
| 2007 | „Bez Ciebie”         | Michał Giorew |
| 2007 | „Living On A Prayer” | Michał Giorew |
| 2011 | „Coraz mniej”        | Bartosz Hervy |

## Nagrody i wyróżnienia
| Rok  | Kategoria        | Tytułem | Nagroda        | Uwagi     | Źródło |
| ---- | ---------------- | ------- | -------------- | --------- | ------ |
| 2012 | Album roku metal | Apatia  | Fryderyki 2012 | Nominacja | [ 10 ] |